# فرودگاه دریاچه کرکلند
فرودگاه دریاچه کرکلند (به انگلیسی: Kirkland Lake Airport) یک فرودگاه همگانی با کد یاتا YKX است که یک باند فرود آسفالت دارد و طول باند آن ۱۳۷۲ متر است. این فرودگاه در کشور کانادا قرار دارد و در ارتفاع ۳۵۳ متری از سطح دریا واقع شده است.